# Медоварце
Медоварце (слч. Medovarce) насељено је мјесто са административним статусом сеоске општине (слч. obec) у округу Крупина, у Банскобистричком крају, Словачка Република.

## Становништво
| Година:    | 1994. | 2004.  | 2014.   | 2024.   |
| ---------- | ----- | ------ | ------- | ------- |
| Број људи: | 250   | 247    | 238     | 218     |
| Разлика:   |       | -1,2 % | -3,64 % | -8,40 % |

| Година:    | 2023. | 2024.   |
| ---------- | ----- | ------- |
| Број људи: | 216   | 218     |
| Разлика:   |       | +0,92 % |

Према подацима о броју становника из 2024. године насеље је имало 218 становника.